# Емельянов, Пётр Николаевич
Пётр Николаевич Емельянов (12 июня 1920, Рязановка, Саратовская губерния — 5 февраля 1947, Москва) — Гвардии майор Советской Армии, участник Великой Отечественной войны, Герой Советского Союза (1944).

## Биография
Пётр Емельянов родился 12 июня 1920 года в селе Рязановка (ныне — Радищевский район Ульяновской области). Получил среднее образование. В 1939 году Емельянов был призван нас службу в Рабоче-крестьянскую Красную Армию. В 1941 году окончил Брянское автомотоциклетное училище. С ноября того же года — на фронтах Великой Отечественной войны. В 1943 году окончил Высшую офицерскую бронетанковую школу. К июлю 1944 года капитан Пётр Емельянов командовал танковой ротой 65-й танковой бригады 11-го танкового корпуса 8-й гвардейской армии 1-го Белорусского фронта. Отличился во время освобождения Белорусской ССР.
19 июля 1944 года рота Емельянова первой ворвалась в Любомль и ночью того же дня вышла к государственной границе СССР с Польшей и сходу форсировала Западный Буг в районе села Гуща (Huszcza) Любомльского района Волынской области Украинской ССР. На западном берегу реки рота ворвалась в населённый пункт Рудка, где уничтожила до роты фашистов, овладела плацдармом и закрепилась на нём до подхода общевойсковых соединений 8-й гвардейской армии. Это обеспечило возможность ввода в прорыв 2-й танковой армии в направлении на город Люблин. Несмотря на трудные условия местности и сильную оборону врага рота Емельянова не потеряла ни одной боевой машины. В тех боях Емельянов уничтожил около взвода немецкой пехоты, подавил огонь нескольких артиллерийских орудий и пулемётов, подбил самоходную артиллерийскую установку противника.
Указом Президиума Верховного Совета СССР от 22 августа 1944 года за «образцовое выполнение заданий командования и проявленные мужество и героизм в боях с немецкими захватчиками» капитан Пётр Емельянов был удостоен высокого звания Героя Советского Союза с вручением ордена Ленина и медали «Золотая Звезда» за номером 4502.
После окончания войны Емельянов продолжил службу в Советской Армии. Трагически погиб 5 февраля 1947 года, похоронен в Москве.

## Награды
- три ордена Красного Знамени (19.02.1943[2], 18.5.1943[3], 11.8.1944[4])
- Герой Советского Союза (медаль «Золотая Звезда» № 4502 и орден Ленина; 22.8.1944)[5]
- медали[1].

## Память
Бюст П. Н. Емельянова установлен в селе Новодмитриевка Радищевского района.